# Puccinia burnettii
Puccinia burnettii ist eine Ständerpilzart aus der Ordnung der Rostpilze (Pucciniales). Der Pilz ist ein Endoparasit von Hornmelden und diversen Süßgräsern. Symptome des Befalls durch die Art sind Rostflecken und Pusteln auf den Blattoberflächen der Wirtspflanzen. Sie ist holarktisch verbreitet.

## Merkmale

### Makroskopische Merkmale
Puccinia burnettii ist mit bloßem Auge nur anhand der auf der Oberfläche des Wirtes hervortretenden Sporenlager zu erkennen. Sie wachsen in Nestern, die als gelbliche bis braune Flecken und Pusteln auf den Blattoberflächen erscheinen.

### Mikroskopische Merkmale
Das Myzel von Puccinia burnettii wächst wie bei allen Puccinia-Arten interzellulär und bildet Saugfäden, die in das Speichergewebe des Wirtes wachsen. Die Aecien  der Art besitzen 19–24 × 16–19 µm große, kugelige oder ellipsoide, hyaline Aeciosporen mit runzliger Oberfläche. Uredien der Art sind nicht bekannt. Ihre gelben bis goldenen Uredosporen sind breitellipsoid, 28–30 × 21–25 µm groß und fein stachelwarzig. Die oberseitig auf Blättern wachsenden Telien der Art sind schokoladenbraun und früh unbedeckt. Die haselnussbraunen Teliosporen des Pilzes sind zweizellig, in der Regel länglich ellipsoid und 26–41 × 25–28 µm groß. Ihre Stiele sind farblos und bis zu 200 µm lang.

## Verbreitung
Das bekannte Verbreitungsgebiet von Puccinia burnettii reicht von den westlichen USA über Russland bis in den Iran.

## Ökologie
Die Wirtspflanzen von Puccinia burnettii sind für den Haplonten Hornmelden (Krascheninnikovia spp.) sowie Oryzopsis hymenoides und verschiedene Stipa-Arten für den Dikaryonten. Der Pilz ernährt sich von den im Speichergewebe der Pflanzen vorhandenen Nährstoffen, seine Sporenlager brechen später durch die Blattoberfläche und setzen Sporen frei. Die Art verfügt über einen Entwicklungszyklus mit Telien, Uredien, Spermogonien und Aecien und macht einen Wirtswechsel durch.